# Aérodrome de Dosso
 (mars 2020).
L'aéroport de Dosso est un aéroport desservant Dosso au Niger.